# Neocopytus
Neocopytus is een geslacht van kreeftachtigen uit de klasse van de Ostracoda (mosselkreeftjes).

## Soort
- Neocopytus cylindrica (Brady, 1868)